# Steve McDowall
Pour les articles homonymes, voir McDowall.
Pas d'image ? Cliquez ici

a Compétitions nationales et continentales officielles uniquement.

b Matchs officiels uniquement.
Dernière mise à jour le 15 octobre 2013.
Steven Clark McDowall dit Steve McDowall, né le 27 août 1961 à Rotorua, est un joueur néo-zélandais de rugby à XV évoluant au poste de pilier. Il joue 81 fois — dont 46 test matchs — pour les All Blacks de 1985 à 1992, remportant notamment la toute première Coupe du monde en 1987

## Biographie
Steve McDowall fait ses débuts avec l'équipe provinciale de Bay of Plenty en 1982 puis rejoint Auckland en 1985. Il obtient alors ses premières sélections et dispute ses premiers test matchs avec les All Blacks à l'occasion d’une tournée en Argentine.
Avec ses coéquipiers d'Auckland, Sean Fitzpatrick et John Drake, il forme une excellente première ligne lors de la première Coupe du monde remportée en 1987. Il effectue ensuite des tournées avec les Blacks, en Australie en 1988, au pays de Galles et en Irlande en 1989. Pendant cette période les Blacks sont invaincus avec en outre des victoires contre la France et l'Argentine. La tournée en France en 1990 se solde aussi par deux autres victoires.
Il dispute ensuite six matchs de la Coupe du monde 1991 en Angleterre avec une troisième place seulement obtenue aux dépens de l'Écosse. Il quitte les Blacks en 1992 après avoir obtenu des dernières sélections avec le XV du Président et contre l'Irlande. Il totalise alors 46 test matchs. En 1993, il n'a plus sa place avec l'équipe d'Auckland, remplacé par Olo Brown et Craig Dowd. Il rejoint alors Wellington avec qui il dispute dix rencontres en 1994. Puis, il quitte la Nouvelle-Zélande pour l'Europe et ne revient qu'en 1998, alors âgé de 37 ans. Il dispute alors trois rencontres avec Auckland portant son total à 109 matchs pour la province. Il dispute également des rencontres avec les Māori de Nouvelle-Zélande de 1988 à 1992, soit au total 294 matchs de haut niveau sur l'ensemble de sa carrière.
Le 19 juin 1993, il est invité par les Barbarians français pour jouer contre le XV du Président à Grenoble. Les Baa-Baas s'imposent 92 à 34.

## Palmarès
- Vainqueur de la Coupe du monde en 1987
- Troisième de la Coupe du monde en 1991

## Statistiques

### En équipe nationale
De 1985 à 1992, Steve McDowall compte 46 sélections avec les All-Blacks, inscrivant 12 points. Avec les Kiwis, il dispute deux Coupe du monde en 1987 et 1991.